# Farní sbor Českobratrské církve evangelické ve Vanovicích
Farní sbor Českobratrské církve evangelické ve Vanovicích je sborem Českobratrské církve evangelické ve Vanovicích. Sbor spadá pod brněnský seniorát.
Jedná se o toleranční sbor, vzniklý roku 1783. V předbělohorském období se věřící scházeli v Olešnici. Již v letech před Tolerančním patentem bylo dle pamětí kronikářů možno pozorovat náboženské vzrušení a hnutí těch, kteří pod různými názvy (reformovaní, křesťansko-shromáždění aj.) usilovali o vznik nového společenství. Toto období bývá také nazýváno jako "tolerance mlčky". Takových osob bylo odhadováno až na 200. Ti jsou aktivní již v průběhu roku 1781 a v první polovině roku 1782 zde působí přihlašovací komise. Výsledkem je 204 rodin (900 lidí) přihlášených k reformovanému vyznání. 31. července 1782 získávají vanovičtí povolení ke stavbě modlitebny. Ta byla dostavěna a posvěcena 23. února 1783. 
V letech 1838-1842 byl vystavěn dnešní kostel, který později procházel různými opravami. V souvislosti s uvolněním po protestantském patentu byly postaveny roku 1867 a roku 1970 pravá věž osazena třemi zvony. Ty však byly zkonfiskovány za první světové války a od té doby se dochovalo tzv. pérové zvonění. 
8. července 2013 byla dokončena střecha druhé z věží.
14. srpna 2022 se konala oslava 240 let ustavení sboru. 
Farářkou sboru je Anna Peltanová, kurátorem sboru Kamil Vystavěl. Ve sboru dále působí pastorační pracovnice Daniela Chladilová.

## Faráři sboru
- Štefan Balla (1783–1796)
- Jiří Nagy (1797–1824)
- Samuel Nagy (1824–1863)
- Jan Beneš (1864–1883)
- Ludvík August Nagy (1884–1907)
- Kamil Nagy (1907–1939)
- Ladislav Barot (1939–1980)
- Jan Vrubel (1946–1952), druhý farář
- Pavel Kašpar (1981–1991)
- Jana Kašparová (1981–1991)
- Libor Špaček (1991–1995)
- Hana Schusterová (1996–2002)
- Hynek Schuster (1996–2002), jáhen
- Miroslav Rozbořil (2002–2003)
- Pavel Freitinger (2003–2017)
- Lenka Freitingerová (2003–2017)
- Anna Peltanová (2018–)